# 디펜토돈과
디펜토돈과(Dipentodontaceae)는 후에르테아목에 속하는 속씨식물과의 하나이다. 2개 속에 20여 종으로 이루어져 있다.

## 하위 속
- 디펜토돈속 (Dipentodon) Dunn - 중국 남부, 인도 아삼주, 미얀마[3]
- 페로테티아속 (Perrottetia) Kunth in F.W.H.von Humboldt - 중국 남부, 동남아시아, 뉴기니섬, 오스트레일리아 퀸즐랜드주, 미국 하와이주, 라틴아메리카.[4]

## 계통 분류
2013년 크리스텐휴즈 등(M. J. M. CHRISTENHUSZ et al.)의 연구에 기반한 후에르테아목의 계통 분류는 다음과 같다.
| 페테나이아과 | 페테나이아속 |
|              | 페테나이아속 |
| 게라르디나과 | 게라르디나속 |
|              | 게라르디나속 |

|  | 후에르테아속 |
|  |              |
|  | 타피스키아속 |
|  |              |

|  | 디펜토돈속   |
|  |              |
|  | 페로테티아속 |
|  |              |

|  | 후에르테아속 |
|  |              |
|  | 타피스키아속 |
|  |              |

|  | 디펜토돈속   |
|  |              |
|  | 페로테티아속 |
|  |              |

| 페테나이아과 | 페테나이아속 |
|              | 페테나이아속 |
| 게라르디나과 | 게라르디나속 |
|              | 게라르디나속 |

|  | 후에르테아속 |
|  |              |
|  | 타피스키아속 |
|  |              |

|  | 디펜토돈속   |
|  |              |
|  | 페로테티아속 |
|  |              |

|  | 후에르테아속 |
|  |              |
|  | 타피스키아속 |
|  |              |

|  | 디펜토돈속   |
|  |              |
|  | 페로테티아속 |
|  |              |